# Eucorymbia
Eucorymbia és un gènere monotípic de fanerògames de la família de les Apocynaceae. Conté una única espècie: Eucorymbia alba Stapf. És originària d'Àsia i està distribuïda per l'oest de Malàisia.

## Taxonomia
Eucorymbia alba va ser descrita per Otto Stapf i publicat a Hooker's Icones Plantarum 28: t. 2764. 1905.